# John Chapple
John Chapple (ur. 27 maja 1931, zm. 25 marca 2022) – brytyjski wojskowy, były naczelny dowódca British Army.

## Kariera wojskowa
John Chaple skończył edukację w Haileybury College oraz Trinity College na Uniwersytecie Cambridge. 
W 1954 roku Chapple wstąpił do 2 Regimentu Gurkhów, który służył w Hongkongu oraz na Malajach i Borneo.
W 1970 roku został mianowany na oficera dowodzącego 1 oraz 2 Regimentem Gurkhów natomiast w 1976 otrzymał nominację na dowódcę brygady 48 Brygady Gurkhów.
W 1981 roku Chapple objął dowództwo nad brytyjskim siłami w Hongkongu. W 1983 roku wrócił do Anglii, gdzie objął funkcję szefa biura operacyjnego armii brytyjskiej. W 1986 roku został mianowany na dowódcę armii lądowej natomiast w 1987 roku objął funkcję naczelnego dowódcy British Army. Funkcję tę pełnił do roku 1992 kiedy odszedł na emeryturę.

## Kariera cywilna
W latach 1993–1995 John Chapple pełnił funkcję gubernatora Gibraltaru a po zakończeniu służby w roli gubernatora pełnił role dyrektora londyńskiego ZOO oraz udzielał się w World Wide Fund for Nature.